# Belmont (Luisiana)
Belmont es un lugar designado por el censo ubicado en la parroquia de Sabine en el estado estadounidense de Luisiana. En el Censo de 2010 tenía una población de 361 habitantes y una densidad poblacional de 13,9 personas por km².

## Geografía
Belmont se encuentra ubicado en las coordenadas 31°43′6″N 93°30′29″O / 31.71833, -93.50806. Según la Oficina del Censo de los Estados Unidos, Belmont tiene una superficie total de 25.98 km², de la cual 25.98 km² corresponden a tierra firme y (0%) 0 km² es agua.

## Demografía
Según el censo de 2010, había 361 personas residiendo en Belmont. La densidad de población era de 13,9 hab./km². De los 361 habitantes, Belmont estaba compuesto por el 88.92% blancos, el 2.49% eran afroamericanos, el 5.26% eran amerindios, el 0.28% eran asiáticos, el 0% eran isleños del Pacífico, el 0.83% eran de otras razas y el 2.22% pertenecían a dos o más razas. Del total de la población el 1.39% eran hispanos o latinos de cualquier raza.